# Ioan Cerchez
Ioan Cerchez (n. 12 februarie 1956) este un fost deputat român în legislatura 1990-1992, ales în județul Ialomița pe listele partidului FSN.